# Коммунистическая партия Кении
Коммунистическая партия Кении (КПК, англ. Communist Party of Kenya, CPK), ранее Социал-демократическая партия (СДП, англ. Social Democratic Party, SDP), — левая политическая партия в Кении.
Председатель партии — Мвандавиро Мганга. Генеральный секретарь — Бенедикт Вачира.

## История

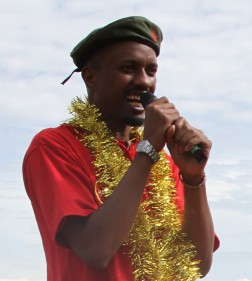
Генеральный секретарь КПК Бенедикт Вачира

Партия была зарегистрирована как Социал-демократическая партия в 1992 году кенийцем Джонстоуном Макау (англ. Johnstone Makau). Партия не выдвинула своего кандидата на пост президента на Всеобщих выборах в Кении в 1992 году. На выборах в Национальную ассамблею Кении партия получила лишь 177 голосов.
Социал-демократ Чарити Нгилу присоединилась к партии перед выборами 1997 года и была выдвинута в качестве кандидата в президенты. Она заняла пятое место среди 15 кандидатов и получила 7,9 % голосов. Партия получила 15 мест в Ассамблее.
Нгилу покинула партию после выборов и в 2001 году её сменил в качестве председателя Джеймс Оренго. На выборах в 2002 году Джеймс был выдвинут в качестве кандидата от этой партии, однако он получил лишь 0,4 % голосов. Партия не была представлена в Парламенте вовсе.
На выборах в 2007 году партия вновь получила 0,41 % и вновь не была представлена в Парламенте. На выборах в 2013 году партия получила ещё меньше голосов, уже 0,15 %.
В 2019 году партия сменила название на «Коммунистическую партию Кении».
В апреле 2022 года партийные лидеры Бенедикт Вачира и Мвандавиро Мганга присоединились к альянсу «Кения Кванза», что было негативно воспринято частью членов партии, в том числе и национальным вице-председателем партии Букером Нгесой Омоле. Омоле со сторонниками был исключён из партии. Они организовали движение, которое в 2024 году основало Марксистскую коммунистическую партию Кении (Communist Party Marxist – Kenya). 